# Raionul Onufriivka, Kirovohrad
Onufriivka (în ucraineană Онуфріївський район, transliterat: Onufriivskîi raion) este un raion în regiunea Kirovohrad, Ucraina. Reședința sa este așezarea de tip urban Onufriivka.

## Demografie
Componența lingvistică a raionului Onufriivka
     Ucraineană (86,27%)
     Rusă (12,88%)
     Alte limbi (0,4%)
Conform recensământului din 2001, majoritatea populației raionului Onufriivka era vorbitoare de ucraineană (86,27%), existând în minoritate și vorbitori de rusă (12,88%).